# 12 sứ quân
12 sứ quân là những vị thủ lĩnh chiếm giữ các vùng lãnh thổ để hình thành lên thời kỳ loạn 12 sứ quân trong lịch sử Việt Nam. Tên tuổi của họ được chép trong các chính sử như Đại Việt sử lược, Đại Việt sử ký toàn thư,... Cuốn chính sử "Lịch triều hiến chương loại chí" còn trang trọng xếp 12 sứ quân vào danh sách dòng chính thống các bậc đế vương bởi trong số các sứ quân cai trị nhiều người đã xưng Vương hoặc được tôn xưng là Vương và đóng góp nhiều cho cuộc sống người Việt thời bấy giờ. Hiện nay có rất nhiều di tích ở Việt Nam thờ các vị thủ lĩnh này.

## Danh sách các sứ quân
Đến năm 966, hình thành đầy đủ 12 sứ quân chiếm giữ các địa phương:
1. Ngô Xương Xí, tức Ngô Sứ Quân giữ Bình Kiều (nay ở xã Hợp Tiến, Thanh Hóa còn dấu tích).
2. Ngô Nhật Khánh tự xưng là Ngô Lãm Công, giữ Đường Lâm (nay ở Sơn Tây, Tp Hà Nội).
3. Đỗ Cảnh Thạc tự xưng là Đỗ Cảnh Công, giữ Đỗ Động Giang (nay 2 xã Kiều Phú và Bình Minh, Tp Hà Nội còn dấu tích).
4. Phạm Bạch Hổ tự xưng là Phạm Phòng Át, giữ Đằng Châu (nay ở phường Sơn Nam, tỉnh Hưng Yên).
5. Kiều Công Hãn tự xưng Kiều Tam Chế, giữ Phong Châu (nay ở 2 phường Thanh Miếu và Việt Trì, tỉnh Phú Thọ).
6. Kiều Thuận tự xưng là Kiều Lệnh Công, giữ Hồi Hồ (nay ở xã Hùng Việt, tỉnh Phú Thọ).
7. Nguyễn Khoan tự xưng Nguyễn Thái Bình, giữ Tam Đái (nay ở xã Yên Lạc, Phú Thọ).
8. Nguyễn Siêu tự xưng là Nguyễn Hữu Công, giữ Tây Phù Liệt (nay ở xã Nam Phù, Tp Hà Nội còn dấu tích).
9. Nguyễn Thủ Tiệp tự xưng là Nguyễn Lệnh Công, giữ Tiên Du (nay ở phường Hạp Lĩnh và xã Phật Tích, tỉnh Bắc Ninh còn dấu tích).
10. Lý Khuê tự xưng là Lý Lãng Công, giữ Siêu Loại (nay ở phường Thuận Thành, Bắc Ninh).
11. Trần Lãm tự xưng là Trần Minh Công, giữ Bố Hải Khẩu (nay ở phường Trần Lãm, Hưng Yên còn dấu tích).
12. Lã Đường tự xưng là Lã Tá Công, giữ Tế Giang (nay ở xã Phụng Công, Hưng Yên còn dấu tích).

Theo Việt sử kỷ yếu: "Từ khi Dương Tam Kha chiếm vị xưng vương, lòng người không phục. Các thổ hào có quân đội hùng cứ mỗi người một phương, chiếm giữ quận ấp, xung đột tranh giành ảnh hưởng, tiêu diệt lẫn nhau. Một nước phân liệt chia thành nhiều giang sơn. Quốc sử chép là Thập nhị sứ quân. Con số 12 đây là không kể các tù trưởng miền rừng núi và mấy thố hào ít nổi tiếng".
Có ý kiến cho rằng số sứ quân trên mang tính ước lượng cho phù hợp với con số 12 châu Tĩnh Hải quân vì theo các tài liệu lịch sử và thần tích còn lưu lại, một số nhân vật tương tự nhưng không được kê vào danh sách sứ quân trên. Điển hình như cuốn Tục tư trị thông giám trường biên của Lý Đảo (Trung Hoa) ghi: 
Tĩnh Hải quân Tiết độ sứ Ngô Xương Văn chết, tham mưu của Văn là Ngô Xử Bình, cùng Phong Châu Thứ sử Kiều Tri Hựu, Vũ Ninh châu Thứ sử Dương Huy, Nha tướng Đỗ Cảnh Thạc, bọn ấy cùng tranh lập. Mười hai châu của Giao Chỉ đại loạn, trộm cướp cùng dấy.
Có thể trong số các nhân vật: Lã Xử Bình, Dương Huy,... hoặc không có thực ấp, không phải là thổ hào, thứ sử hoặc đã chết tại thời cực thịnh của 12 sứ quân.